# Rainieria antennaepes
Rainieria antennaepes är en tvåvingeart som först beskrevs av Thomas Say 1823.  Rainieria antennaepes ingår i släktet Rainieria och familjen skridflugor. Inga underarter finns listade i Catalogue of Life.